# Voldemaras Novickis
Voldemaras Novickis (Caunas, 22 de fevereiro de 1956 — 31 de janeiro de 2022) foi um handebolista soviético, campeão olímpico.

## Carreira
Novickis atuou pela Seleção Soviética nos Jogos Olímpicos, com a qual conquistou a prata em 1980 e o ouro em 1988. Também obteve duas medalhas no Campeonato Mundial, sendo uma de prata em 1978 e uma de ouro em 1982.

## Morte
Novickis morreu em 31 de janeiro de 2022.